# Adolf Becker (Politiker)

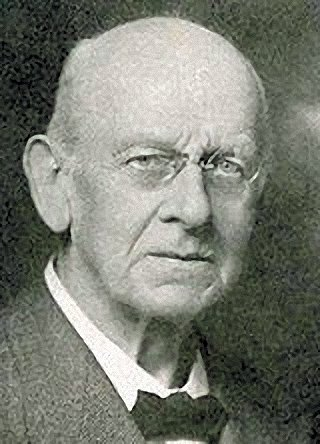
Adolf Becker

Adolf Heinrich August Becker (* 30. Juli 1848 in Rostock; † 18. April 1922 ebenda) war ein deutscher Jurist in der Kommunalverwaltung. Von 1907 bis 1919 war er Bürgermeister von Rostock.

## Leben
Adolf Becker wuchs in Rostock auf und besuchte hier die Schule. Nach dem Abitur begann er an der  Universität Jena Rechtswissenschaft zu studieren. 1868 wurde er im Corps  Thuringia Jena aktiv. Als Inaktiver wechselte er an die heimatliche Universität Rostock. 
1880 wurde er zum Senator gewählt. Von 1893 bis 1898 bekleidete er das Amt des Ratssyndicus. Ab 1898 saß Becker wieder als Senator im Ratskollegium. Von 1907 bis 1919 war er Bürgermeister von Rostock. 
Adolf Becker war während seiner gesamten Amtszeit ein Förderer der Kunst und Kultur. Er war Mitglied im Beirat der Theaterdeputation, förderte den Verein für Rostocks Altertümer und den Kunst- und Konzertverein.

## Ehrungen
- Dr. phil. h. c. der Universität Rostock
- Adolf-Becker-Straße in der Kröpeliner-Tor-Vorstadt[2]